# Козловская, Валерия Евгеньевна
Вале́рия Евге́ньевна Козло́вская (1889—1956) — украинский археолог, директор Археологического музея ВУАН.

## Биография
Родилась 20 июня 1889 года. Отец — Евгений Иванович (?—1913), инженер путей сообщения, мать — Анна Алексеевна (1860—1943), домохозяйка. После окончания гимназии В. Е. Козловская обучалась на историко-филологическом отделении Высших женских курсов в Киеве, где преподавали Ю. А. Кулаковский, В. Н. Перетц, В. Е. Данилевич. В 1911 году по инициативе археолога Н. Ф. Беляшевского ей было поручено упорядочение фондов музея Ф. Р. Штенгеля. В. Е. Козловская приняла участие в создании археологического музея при Высших женских курсах и в 1914 году стала его хранителем. Осенью того же года принята на работу в Киевский художественно-промысловый и научный музей (впоследствии — Всеукраинский исторический музей им. Тараса Шевченко), заняв должность хранителя археологического отдела.
В 1914 году В. Е. Козловская пишет дипломную работу «Славянские курганы и городища как исторический источник» и в 1916 году, сдав государственный экзамен, удостаивается диплома 1-й степени. Непродолжительное время преподаёт в Киевском археологическом институте. С 1924 года — член Всеукраинского археологического комитета. В 1925—1930 годах — глава комиссии по изучению трипольской культуры.
В 1926 году вышла замуж за историка Н. М. Ткаченко.
В 1930—1933 годах — директор Археологического музея ВУАН, в 1932—1933 годах — заведующая сектором феодального общества секции истории материальной культуры ВУАН. Уволена с названных должностей за проявления «буржуазной идеологии», арестована как участница «контрреволюционной организации», но освобождена за отсутствием доказательств. Некоторое время была вынуждена работать кассиршей в магазине.
В 1936 году В. Е. Козловская вернулась к археологической работе, став научным консультантом комиссии по передаче материалов Института истории материальной культуры АН УССР в фонды Республиканского исторического музея. В 1940—1941 годах она была членом комиссии по изучению истории Киева, работала над исследованием «Раннеславянские поселения на территории Киева (VI—VII вв.)».
В 1941 году Козловская не смогла эвакуироваться из Киева, в период немецкой оккупации города работала в археологическом управлении рейхскомиссариата «Украина», Институте археологии Украинской Академии наук и музее древней истории. После смерти матери она покинула Киев, некоторое время проживала в Здолбунове, затем во Львове (работала в местном археологическом музее) и в Кракове. В составе Украинского отделения Айнзацштаба Розенберга занималась инвентаризацией музейных коллекций, вывозимых в Германию. В 1944 году работала в Институте преистории (нем. Landesinstitut für Vor- und Frühgeschichte) в Хёхштедте, после капитуляции Германии перебралась в Ашаффенбург, где преподавала на курсах украиноведения. Проживала в лагере беженцев в Мюнхене, затем в доме престарелых в Розенхайме.
В 1949 году В. Е. Козловская переехала в Виннипег, став действительным членом историко-филологического отделения Украинской свободной Академии наук. С 1950 года проживала в США, участвовала в создании «Энциклопедии украиноведения» под руководством В. М. Кубийовича.

## Научная деятельность
С 1909 года В. Е. Козловская сотрудничала с археологом В. В. Хвойкой, участвуя в проводимых им исследованиях Белгорода Киевского. Обследовала археологические памятники у сёл Слободка (1910) и Никольская Слободка (1911). В 1916 году произвела раскопки трипольского поселения близ села Сушковка, в 1919 году занималась изучением славянского могильника у села Вита-Почтовая. Работала в археологических экспедициях под руководством Д. И. Яворницкого (1927—1932), Ф. Н. Молчановского (1932), С. С. Магуры (1934) и Т. С. Пассек (1939). Руководила исследованиями памятников бронзовой и железной эпох (Горобиевка, Сеньковка, Пилипча), трипольской (Веремье, Черепин, Ржищев, Балыки) и черняховской (Ромашки, Жуковцы, Дедовщина) культур, древнерусского периода (Киев, Ходоров, Белогородка, Буки, Шарки, Белая Церковь) и Нового времени (Борисполь).

## Основные работы
- Остатки славянского городища и дюнная стоянка неолитической эпохи на озере Буромке Черниговской губ., Сосницкого уезда // Известия Таврической ученой архивной комиссии  / под ред. А. И. Маркевича. — Симферополь, 1912. — Вып. 47. — С. 135—151.
- Славянские курганы и городища как исторический источник / под ред. В. Е. Данилевича. — Киев, 1914. — 48 с.
- Розкопки 1916 р. біля с. Сушківка Уманського повіту на Київщині (укр.) // Записки історико-філологічної секції Українського наукового товариства в Києві. — Київ, 1918. — Т. XVII. — С. 51—68.
- Археологічні памятки часів князівської доби коло с. Поштова-Віта на Київщині (укр.) // Науковий збірник за рік 1924 = Записки Українського наукового товариства в Київі, тепер Історичної секції Всеукраїнської академії наук  / під ред. М. Грушевського. — Київ: Державне видавництво України, 1925. — С. 24—28. Архивировано 3 декабря 2023 года.
- Розкопи у с. Верем’ї у жовтні р. 1925 (укр.) // Коротке звідомлення Всеукраїнського археологічного комітету за археологічні досліди року 1925. — Київ, 1926. — С. 51—53. Архивировано 10 марта 2022 года.
- Розкопи на хуторі Гороб’ївка 26/ІХ — 30/ІХ р. 1925 (укр.) // Коротке звідомлення Всеукраїнського археологічного комітету за археологічні досліди року 1925. — Київ, 1926. — С. 72—73. Архивировано 10 марта 2022 года.
- Розкопи на території стародавнього Боришпільського городка (укр.) // Коротке звідомлення Всеукраїнського археологічного комітету за археологічні досліди року 1925. — Київ, 1926. — С. 92—93. Архивировано 10 марта 2022 года.
- Таврований посуд слов'янської доби (за матеріалами Всеукраїнського Історичного музею ім. Т. Шевченка) (укр.) // Науковий збірник за рік 1926 = Записки Українського наукового товариства в Київі, тепер Історичної секції Всеукраїнської академії наук  / під ред. М. Грушевського. — Київ: Державне видавництво України, 1926. — С. 7—14. Архивировано 8 декабря 2023 года.
- Точки трипільської культури біля с. Сушківки на Гуманщині (розкопи року 1916) (укр.) // Трипільська культура на Україні  / за ред. В. Козловської, П. Курінного. — Київ: УАН, 1926. — Вип. 1. — С. 43—66. Архивировано 3 декабря 2023 года.
- Кераміка культури А (з додатком щоденника розкопів р. 1925 у с. Верем'ї) (укр.) // Трипільська культура на Україні  / за ред. В. Козловської, П. Курінного. — Київ: УАН, 1926. — Вип. 1. — С. 139—163. Архивировано 3 декабря 2023 года.
- Відрядження в с. Тулинці Ржищівського району // Коротке звідомлення Всеукраїнського археологічного комітету за 1926 рік. — Київ, 1927. — С. 39—40. Архивировано 3 марта 2022 года.
- Розшуки та розкопи на правому березі Дніпра між м. Ржищевим та с. Балики // Коротке звідомлення Всеукраїнського археологічного комітету за 1926 рік. — Київ, 1927. — С. 40—44. Архивировано 3 марта 2022 года.
- Розкопи біля с. Сушківки на Гуманщині // Коротке звідомлення Всеукраїнського археологічного комітету за 1926 рік. — Київ, 1927. — С. 45—47. Архивировано 3 марта 2022 года.
- Розкопи в Боришпільському районі // Коротке звідомлення Всеукраїнського археологічного комітету за 1926 рік. — Київ, 1927. — С. 48—50. Архивировано 3 марта 2022 года.
- Екскурсії й догляд за знахідками під час комунальних робіт у Києві за р. 1926 // Коротке звідомлення Всеукраїнського археологічного комітету за 1926 рік. — Київ, 1927. — С. 51—53. Архивировано 3 марта 2022 года.
- Брондзові прикраси з с. Підгірців на Київщині (укр.) // Український музей  / гол. ред. П. Курінний. — Київ, 1927. — Т. I. — С. 43—50.
- Сторінка з обсягу культів. Свячений дуб слов’ян-поган (укр.) // Первісне громадянство та його пережитки на Україні  / за ред. К. Грушевскої[укр.]. — Київ, 1928. — Вип. 1. — С. 95—104.
- Неолітичні та трипільські знахідки на Чернігівщині (укр.) // Чернигів і північне Лівобережжя: огляди, розвідки, матеріяли  / під ред. М. Грушевського. — Київ: Державне видавництво України, 1928. — С. 42—61. Архивировано 9 декабря 2023 года.
- Срібний скарб часів Великого переселення народів з с. Фатівиж на Чернигівщині (укр.) // Ювілейний збірник на пошану академика Михайла Сергієвича Грушевського  / гол. ред. П. А. Тутківський. — Київ: Українська Академія наук, 1928. — Т. I. — С. 44—52. Архивировано 8 декабря 2023 года.
- Провідник по археологічному відділу Всеукраїнського історичного музею ім. Т. Шевченка у Київі (укр.). — Київ, 1928. — 40 с.
- Кремінна сокира-молот з м. Романова кол. Новоград-Волинського повіту на Волині (укр.) // Антропологія[укр.]  / ред. А. Носов, М. Рудинський. — Київ: Кабінет антропології ім. Ф. Вовка[укр.] ВУАН, 1929. — Т. II (1928). — С. 230—232.
- Давні хрести в районі між м. Ржищевим і с. Ходоровим Київської округи (укр.) // Записки Всеукраїнського археологічного комітету. — Київ: ВУАН, 1930. — Т. I. — С. 271—286. Архивировано 8 декабря 2023 года.
- Археологічні досліди на території Дніпрельстану (укр.) // Хроніка археології та мистецтва  / за ред. В. Козловськой. — Київ: ВУАК, 1930. — Вип. 1. — С. 11—20. Архивировано 8 декабря 2023 года.
- Брондзові прикраси з давнього поховання на терені заповідника ім. Заболотного (с. Чоботарка, Тульчинської окр.) (укр.) // Хроніка археології та мистецтва  / за ред. В. Козловськой. — Київ: ВУАК, 1930. — Вип. 2. — С. 31—34. Архивировано 8 декабря 2023 года.
- Новіші археологічні досліди на терені Білоцерківщини (укр.) // Хроніка археології та мистецтва  / за ред. В. Козловськой. — Київ: ВУАК, 1930. — Вип. 2. — С. 39—48. Архивировано 8 декабря 2023 года.
- Місця найважливіших розкопів Київського Акрополя (укр.) // Київ: провідник  / за ред. Ф. Ернста. — Київ: ВУАН, 1930. — С. 344—349. Архивировано 9 декабря 2023 года.
- Розкопи р. 1930 в Києві на горі Дитинці (укр.) // Хроніка археології та мистецтва  / за ред. В. Козловськой. — Київ: ВУАК, 1931. — Вип. 3. — С. 49—52. Архивировано 8 декабря 2023 года.
- З науково-дослідчої роботи комісії ВУАК'у для виучування трипільскої культури (укр.) // Хроніка археології та мистецтва  / за ред. В. Козловськой. — Київ: ВУАК, 1931. — Вип. 3. — С. 82—83. Архивировано 6 августа 2016 года.
- Новое в археологии Украины // Вестник знания. — 1931. — № 17—18. — С. 901—906.
- Нові напрямки в археологічній роботі Всеукраїнського археологічного комітету ВУАН у 1931 р. (укр.) // Україна. — 1932. — № 1—2. — С. 193. Архивировано 9 декабря 2023 года.
- Археологічний музей ВУАН (укр.) // Україна. — 1932. — № 1—2. — С. 194. Архивировано 9 декабря 2023 года.
- Розкопи в Києві на горі Кисілівці в 1940 р. (укр.) // Археологія  / відп. ред. П. Єфіменко. — Київ: Вид-во АН УРСР, 1947. — Т. I. — С. 141—151. Архивировано 8 декабря 2023 года.
- Місце знахідки цегли з Володимировим знаменом (укр.) // Рід та знамено[укр.]. — 1947. — № 1. — С. 17. Архивировано 10 марта 2022 года.
- Клейна на посуді князівської доби (укр.) // Рід та знамено[укр.]. — 1947. — № 2. — С. 9—16. Архивировано 10 марта 2022 года.